# Артур Селерс
Артур Тур Алберт Селерс (Антверпен, 28. фебруар 1916. – 5. август 1998.) био је белгијски фудбалер. Као нападач Бершота,  два пута је био шампион Белгије 1938. и 1939. године.